# Nigeria Airways

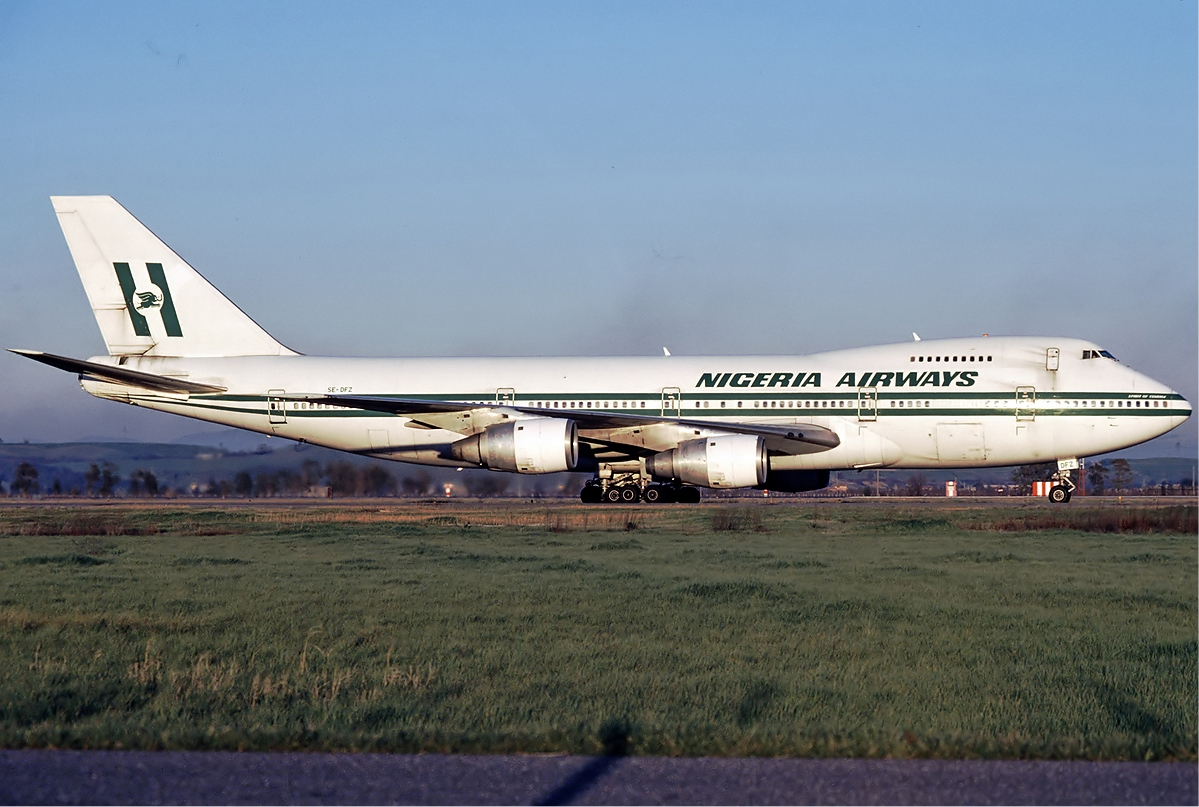
Boeing 747 de Nigeria Airlines (en 1988)

Nigeria Airways Ltd., plus connue sous la forme Nigeria Airways, est une ancienne compagnie aérienne nigériane. Fondée en 1958 à la suite du démantèlement de West African Airways Corporation (en), elle devient alors la compagnie aérienne nationale du Nigeria, propriété de l'État nigérian. Son siège se trouvait à Abuja.
Elle est en butte à des difficultés économiques dans le milieu des années 1980, le déficit accumulé par la compagnie s'élevant en 1987 à 250 millions de dollars.
Elle cesse toute activité en 2003,.